# Reborn (альбом Northern Kings)
Reborn — первый полноформатный альбом финской группы Northern Kings, выпущенный 31 октября 2007 года. Альбом был продан тиражом более 17 000 копий в Финляндии и таким образом стал золотым.
С этого альбома были также выпущены два сингла: «We Don’t Need Another Hero» (кавер на песню Тины Тернер) и «Hello» (кавер на песню Лайонела Ричи).
На песню «We Don’t Need Another Hero» был снят видеоклип.

## Список композиций
| №   | Название                                                                                             | Автор(ы)                            | Вокал                | Длительность |
| --- | --- | ----------------------------------- | -------------------- | ------------ |
| 1.  | «Journey — Don't Stop Believin'»                                                                     | Джонатан Кейн, Нил Шон & Стив Перри | Марко Хиетала        | 5:29         |
| 2.  | «Тина Тёрнер — We Don’t Need Another Hero»                                                           | Грейам Лайл & Терри Бриттен         | вся группа           | 4:48         |
| 3.  | «Mr. Mister — Broken Wings»                                                                          | Mr. Mister & Джон Лэнг              | Тони Какко           | 5:32         |
| 4.  | «Билли Айдол — Rebel Yell»                                                                           | Билли Айдол & Стив Стивенс          | Юха-Пекка Леппялуото | 7:29         |
| 5.  | «Дэвид Боуи — Ashes to Ashes»                                                                        | Дэвид Боуи                          | Тони Какко           | 4:39         |
| 6.  | «Jethro Tull — Fallen On Hard Times» (Включает в себя инструментал Ozzy Osbourne'а Bark at the Moon) | Иэн Андерсон                        | Марко Хиетала        | 3:54         |
| 7.  | «Cutting Crew — I Just Died in Your Arms»                                                            | Nick Van Eede                       | Яркко Ахола          | 5:49         |
| 8.  | «Питер Гэбриэл — Sledgehammer»                                                                       | Питер Гэбриэл                       | Тони Какко           | 5:08         |
| 9.  | «Electric Light Orchestra — Don't Bring Me Down»                                                     | Джефф Линн                          | Яркко Ахола          | 4:06         |
| 10. | «Фил Коллинз — In The Air Tonight»                                                                   | Фил Коллинз                         | Марко Хиетала        | 4:35         |
| 11. | «Radiohead — Creep»                                                                                  | Radiohead & Альберт Хаммонд         | Юха-Пекка Леппялуото | 5:38         |
| 12. | «Лайонел Ричи — Hello»                                                                               | Лайонел Ричи                        | Яркко Ахола          | 4:31         |
| 13. | «Dire Straits — Brothers In Arms»                                                                    | Марк Нопфлер                        | Юха-Пекка Леппялуото | 6:59         |
| 14. | «Тина Тёрнер — We Don’t Need Another Hero (Orchestra Remix)*»                                        | Грейам Лайл & Терри Бриттен         | вся группа           | 4:52         |
| 15. | «Radiohead — Creep (Killdivo Remix)*»                                                                | Radiohead & Альберт Хаммонд         | Юха-Пекка Леппялуото | 5:38         |

*Бонус треки на «Reborn Special Edition».

## Участники записи
- Марко Хиетала — вокал
- Тони Какко — вокал
- Яркко Ахола — вокал
- Юха-Пекка Леппялуото[англ.] — вокал

## Приглашённые музыканты
- Two Finger Choir — бэк-вокал
- Vili Ollila — фортепиано, клавишные, программирование
- Erkka Korhonen — соло и ритм-гитара
- Erkki Silvennoinen — ударные
- Anssi Nykanen, Sami Osala — ударные, перкуссия